# Den heliga lögnen
Den heliga lögnen är en svensk dramafilm från 1944 i regi av Ragnar Frisk. 

## Om filmen
Filmen premiärvisades den 23 oktober 1944 på biograf Capitol i Helsingborg. Filmen spelades in vid Centrumateljéerna i Stockholm med exteriörer från Riksgränsen av Sten Dahlgren. 

## Rollista i urval
- Arnold Sjöstrand - Carlo Morena/Karl Wahlman
- Elsa Burnett - Helen Wahlman, värdinna på Fjällhotellet
- Gunnar Sjöberg - Axel Dehlin, hotelldirektör
- Marianne Löfgren - Anita Torring, hotellgäst, änka
- John Botvid - farbror Nalle, hotellportier
- Hugo Björne - Gustaf Lysander, justitieråd, hotellgäst
- Liane Linden - Eivor Wahlman, Helens dotter
- Curt Masreliéz - Rolf Lysander, advokat, Gustafs son, Eivors fästman
- Börje Mellvig - Lundqvist, hotellgäst
- Artur Cederborgh - landsfiskalen
- Gerda Björne - Julia Lysander, Gustafs fru
- Eric Gustafsson - pokerspelare
- Bengt Dalunde - Göran Wahlman, Helens son
- Christian Bratt - hotellgäst
- Hans Lindgren - Olle, hotellpiccolo

## Musik i filmen
- La paloma (La paloma/Den dag, då mitt hem jag bytte mot friska sjön), kompositör och spansk text Sebastián Yradier, svensk text Ernst Wallmark, framförs visslande av Arnold Sjöstrand
- En liten bänk (Där står en liten bänk), kompositör Yngve Westerberg, twxt Gus Morris, sång Christin Reinius
- Rumba, kompositör Kai Gullmar, instrumental.
- Tango, kompositör Kai Gullmar, instrumental.
- Gayna , kompositör Torbjörn Lundquist, text Stig Gabrielson, instrumental.
- Cantique de Noël (Adams julsång/O, helga natt), kompositör Adolphe Adam, text Placide Cappeau de Roquemaure, svensk text 1889 Augustinus Koch, instrumental.
- Ah! Vous dirai-je, Maman (Blinka lilla stjärna), musikbearbetning Wolfgang Amadeus Mozart, svensk text 1852 Betty Ehrenborg-Posse, instrumental.
- Stille Nacht, heilige Nacht! (Stilla natt, heliga natt!), kompositör Franz Gruber, text 1818 Joseph Mohr, svensk text 1915 Oscar Mannström, instrumental.
- Nu är det jul igen